# Salpichroa
Genre
Classification APG III (2009)
Salpichroa est un genre de plantes regroupant 31 espèces de la famille des Solanaceae originaires des Andes et d'autres régions d'Amérique du Sud. 

## Liste d'espèces
Selon ITIS :
- Salpichroa origanifolia (Lam.) Baill.

### Espèces
- Salpichroa alata
- Salpichroa amoena
- Salpichroa breviflorum
- Salpichroa glandulosa Hook.
- Salpichroa tristis Miers